# Егнатија
Егнатија (грч. Εγνατία) је насељено место у општини Даутбал у периферији Средишња Македонија, Грчка. Према попису из 2021. године било је 97 становника.
Егнатија се води као посебно насеље од 2013. године.